# Vòng loại Giải vô địch bóng đá châu Âu 2024 (Bảng A)
Bảng A của Vòng loại giải vô địch bóng đá châu Âu 2024 là một trong 10 bảng để quyết định đội sẽ vượt qua vòng loại cho vòng chung kết Giải vô địch bóng đá châu Âu 2024 diễn ra tại Đức. Bảng A bao gồm 5 đội: Síp, Gruzia, Na Uy, Scotland và Tây Ban Nha. Các đội tuyển sẽ thi đấu với nhau mỗi trận khác trên sân nhà và sân khách với thể thức đấu vòng tròn.
Hai đội tuyển đứng nhất và nhì bảng sẽ vượt qua vòng loại trực tiếp cho trận chung kết. Các đội tham gia vòng play-off sẽ được quyết định dựa trên thành tích của họ trong UEFA Nations League 2022–23.

## Bảng xếp hạng
| VT | Đội         | ST | T | H | B | BT | BB | HS  | Đ  | Giành quyền tham dự                                                  |  | Tây Ban Nha | Scotland | Na Uy | Gruzia | Cộng hòa Síp |
| -- | ----------- | -- | - | - | - | -- | -- | --- | -- | -------------------------------------------------------------------- |  | ----------- | -------- | ----- | ------ | ------------ |
| 1  | Tây Ban Nha | 8  | 7 | 0 | 1 | 25 | 5  | +20 | 21 | Giành quyền tham dự vòng chung kết                                   |  | —           | 2–0      | 3–0   | 3–1    | 6–0          |
| 2  | Scotland    | 8  | 5 | 2 | 1 | 17 | 8  | +9  | 17 | Giành quyền tham dự vòng chung kết                                   |  | 2–0         | —        | 3–3   | 2–0    | 3–0          |
| 3  | Na Uy       | 8  | 3 | 2 | 3 | 14 | 12 | +2  | 11 |                                                                      |  | 0–1         | 1–2      | —     | 2–1    | 3–1          |
| 4  | Gruzia      | 8  | 2 | 2 | 4 | 12 | 18 | −6  | 8  | Giành quyền vào vòng play-off, dựa vào thành tích của Nations League |  | 1–7         | 2–2      | 1–1   | —      | 4–0          |
| 5  | Síp         | 8  | 0 | 0 | 8 | 3  | 28 | −25 | 0  |                                                                      |  | 1–3         | 0–3      | 0–4   | 1–2    | —            |

## Các trận đấu
Lịch thi đấu đã được xác nhận bởi UEFA vào ngày 10 tháng 10 năm 2022, sau lễ bốc thăm một ngày. Thời gian là CET/CEST, như được liệt kê bởi UEFA (giờ địa phương, nếu khác nhau, nằm trong dấu ngoặc đơn).
| Scotland                            | 3–0      | Síp |
| ----------------------------------- | -------- | --- |
| - McGinn 21' - McTominay 87', 90+3' | Chi tiết |     |

| Tây Ban Nha                  | 3–0      | Na Uy |
| ---------------------------- | -------- | ----- |
| - Olmo 13' - Joselu 84', 85' | Chi tiết |       |

| Gruzia           | 1–1      | Na Uy         |
| ---------------- | -------- | ------------- |
| - Mikautadze 60' | Chi tiết | - Sørloth 15' |

| Scotland            | 2–0      | Tây Ban Nha |
| ------------------- | -------- | ----------- |
| - McTominay 7', 51' | Chi tiết |             |

| Na Uy               | 1–2      | Scotland                 |
| ------------------- | -------- | ------------------------ |
| Haaland 61' (ph.đ.) | Chi tiết | - Dykes 87' - McLean 89' |

| Síp                | 1–2      | Gruzia                              |
| ------------------ | -------- | ----------------------------------- |
| Pittas 39' (ph.đ.) | Chi tiết | - Mikautadze 31' - Davitashvili 84' |

| Na Uy                                      | 3–1      | Síp              |
| ------------------------------------------ | -------- | ---------------- |
| - Solbakken 12' - Haaland 56' (ph.đ.), 60' | Chi tiết | - Kastanos 90+3' |

| Scotland                      | 2–0      | Gruzia |
| ----------------------------- | -------- | ------ |
| - McGregor 6' - McTominay 47' | Chi tiết |        |

| Gruzia            | 1–7      | Tây Ban Nha                                                                          |
| ----------------- | -------- | ------------------------------------------------------------------------------------ |
| - Chakvetadze 49' | Chi tiết | - Morata 22', 40', 66' - Kvirkvelia 28' (l.n.) - Olmo 38' - Williams 68' - Yamal 74' |

| Síp | 0–3      | Scotland                                   |
| --- | -------- | ------------------------------------------ |
|     | Chi tiết | - McTominay 6' - Porteous 16' - McGinn 30' |

| Na Uy                        | 2–1      | Gruzia             |
| ---------------------------- | -------- | ------------------ |
| - Haaland 25' - Ødegaard 33' | Chi tiết | - Zivzivadze 90+1' |

| Tây Ban Nha                                                        | 6–0      | Síp |
| ------------------------------------------------------------------ | -------- | --- |
| - Gavi 18' - Merino 33' - Joselu 70' - Torres 73', 83' - Baena 77' | Chi tiết |     |

| Síp | 0–4      | Na Uy                                          |
| --- | -------- | ---------------------------------------------- |
|     | Chi tiết | - Sørloth 33' - Haaland 65', 72' - Aursnes 81' |

| Tây Ban Nha               | 2–0      | Scotland |
| ------------------------- | -------- | -------- |
| - Morata 73' - Sancet 86' | Chi tiết |          |

| Gruzia                                                                           | 4–0      | Síp |
| -------------------------------------------------------------------------------- | -------- | --- |
| - Kiteishvili 46' - Kvaratskhelia 58' - Shengelia 82' - Mikautadze 90+5' (ph.đ.) | Chi tiết |     |

| Na Uy | 0–1      | Tây Ban Nha |
| ----- | -------- | ----------- |
|       | Chi tiết | - Gavi 49'  |

| Gruzia                   | 2–2      | Scotland                          |
| ------------------------ | -------- | --------------------------------- |
| - Kvaratskhelia 15', 57' | Chi tiết | - McTominay 49' - Shankland 90+2' |

| Síp          | 1–3      | Tây Ban Nha                             |
| ------------ | -------- | --------------------------------------- |
| - Pileas 75' | Chi tiết | - Yamal 5' - Oyarzabal 22' - Joselu 28' |

| Scotland                                           | 3–3      | Na Uy                                      |
| -------------------------------------------------- | -------- | ------------------------------------------ |
| - McGinn 13' - Østigård 33' (l.n.) - Armstrong 59' | Chi tiết | - Dønnum 3' - Larsen 20' - Elyounoussi 86' |

| Tây Ban Nha                                           | 3–1      | Gruzia              |
| ----------------------------------------------------- | -------- | ------------------- |
| - Le Normand 4' - Torres 55' - Lochoshvili 72' (l.n.) | Chi tiết | - Kvaratskhelia 10' |

## Cầu thủ ghi bàn
Đã có 71 bàn thắng ghi được trong 20 trận đấu, trung bình 3.55 bàn thắng mỗi trận đấu.
7 bàn
- Scott McTominay

6 bàn
- Erling Haaland

4 bàn
- Khvicha Kvaratskhelia
- Joselu
- Álvaro Morata

3 bàn
- Georges Mikautadze
- John McGinn
- Ferran Torres

2 bàn
- Alexander Sørloth
- Gavi
- Dani Olmo
- Lamine Yamal

1 bàn
- Giorgi Chakvetadze
- Zuriko Davitashvili
- Otar Kiteishvili
- Levan Shengelia
- Budu Zivzivadze
- Fredrik Aursnes
- Aron Dønnum
- Mohamed Elyounoussi
- Martin Ødegaard
- Ola Solbakken
- Jørgen Strand Larsen
- Stuart Armstrong
- Lyndon Dykes
- Callum McGregor
- Kenny McLean
- Ryan Porteous
- Lawrence Shankland
- Grigoris Kastanos
- Kostas Pileas
- Ioannis Pittas
- Álex Baena
- Robin Le Normand
- Mikel Merino
- Mikel Oyarzabal
- Oihan Sancet
- Nico Williams

1 bàn phản lưới nhà
- Solomon Kvirkvelia (trong trận gặp Tây Ban Nha)
- Luka Lochoshvili (trong trận gặp Tây Ban Nha)
- Leo Skiri Østigård (trong trận gặp Scotland)

## Kỷ luật
Một cầu thủ sẽ bị đình chỉ tự động trong trận đấu tiếp theo cho các hành vi phạm lỗi sau đây:
- Nhận thẻ đỏ (thời gian treo giò có thể kéo dài nếu phạm lỗi nghiêm trọng)
- Nhận ba thẻ vàng trong ba trận đấu khác nhau, cũng như sau thẻ vàng thứ năm và bất kỳ thẻ vàng tiếp theo nào (việc treo thẻ vàng được chuyển tiếp đến vòng play-off, nhưng không phải là trận chung kết hoặc bất kỳ trận đấu quốc tế nào khác trong tương lai)

Các đình chỉ sau đây sẽ được thực hiện xuyên suốt các trận đấu vòng loại:
| Đội tuyển | Cầu thủ          | Vi phạm                           | Đình chỉ                        |
| --------- | ---------------- | --------------------------------- | ------------------------------- |
| Síp       | Nicholas Ioannou | vs Scotland (25 tháng 3 năm 2023) | vs Gruzia (17 tháng 6 năm 2023) |